# Mariano Haro
Mariano Haro Cisneros , né le 27 mai 1940 à Valladolid (province de Valladolid) et mort le 27 juillet 2024 à Palencia (province de Palencia, Castille-et-León), est un athlète espagnol, spécialiste du fond et du cross-country. 

## Biographie
Mariano Haro remporte la San Silvestre Vallecana en 1966 et 1973.

### Palmarès
| Date | Compétition                            | Lieu            | Résultat | Épreuve            | Performance    |
| ---- | -------------------------------------- | --------------- | -------- | ------------------ | -------------- |
| 1961 | Cross des nations                      | Nantes          | 3e       | Individuel junior  | 26 min 26 s    |
| 1961 | Cross des nations                      | Nantes          | 3e       | Par équipes junior | 36 pts         |
| 1963 | Cross des nations                      | Saint-Sébastien | 3e       | Individuel         | 37 min 42 s    |
| 1967 | Jeux méditerranéens                    | Tunis           | 3e       | 3 000 m steeple    | 8 min 50 s 0   |
| 1968 | Cross des nations                      | Tunis           | 6e       | Individuel         | 129 pts        |
| 1968 | Cross des nations                      | Tunis           | 3e       | Par équipes        | 129 pts        |
| 1971 | Championnats d'Europe                  | Helsinki        | 5e       | 10 000 m           | 27 min 59 s 4  |
| 1971 | Jeux méditerranéens                    | Izmir           | 2e       | 10 000 m           | 28 min 54 s 4  |
| 1972 | Cross des nations                      | Cambridge       | 2e       | Individuel         | 38 min 01 s    |
| 1972 | Jeux olympiques                        | Munich          | 4e       | 10 000 m           | 27 min 48 s 2  |
| 1973 | Championnats du monde de cross-country | Waregem         | 2e       | Individuel         | 35 min 47 s    |
| 1974 | Championnats du monde de cross-country | Monza           | 2e       | Individuel         | 35 min 25 s    |
| 1974 | Championnats d'Europe                  | Rome            | 8e       | 10 000 m           | 28 min 36 s 0  |
| 1975 | Championnats du monde de cross-country | Rabat           | 2e       | Individuel         | 35 min 21 s    |
| 1975 | Jeux méditerranéens                    | Alger           | 2e       | 10 000 m           | 28 min 29 s 2  |
| 1976 | Championnats du monde de cross-country | Chepstow        | 11e      | Individuel         | 35 min 28 s    |
| 1976 | Jeux olympiques                        | Montréal        | 6e       | 10 000 m           | 28 min 00 s 28 |
| 1977 | Championnats du monde de cross-country | Düsseldorf      | 13e      | Individuel         | 38 min 24 s    |

| Épreuve         | Nombre de titres | Années                                |
| --------------- | ---------------- | ------------------------------------- |
| 5 000 m         | 5                | 1962, 1964-1965, 1969-1970            |
| 10 000 m        | 9                | 1962, 1964-1965, 1969-1971, 1973-1975 |
| 30 km           | 1                | 1975                                  |
| 3 000 m steeple | 1                | 1967                                  |
| Cross-country   | 11               | 1962-1963, 1968-1969, 1971-1977       |

### Records
| Épreuve              | Performance        | Lieu            | Date             |
| -------------------- | ------------------ | --------------- | ---------------- |
| 5 000 mètres         | 13 min 26 s 03     | Londres         | 14 juillet 1972  |
| 10 000 mètres        | 27 min 48 s 14     | Munich          | 3 septembre 1972 |
| 20 000 mètres        | 58 min 37 s 8 (RN) | Saint-Sébastien | 9 août 1975      |
| Heure                | 20 493 m (RN)      | Saint-Sébastien | 9 août 1975      |
| 3 000 mètres steeple | 8 min 37 s 2       | La Corogne      | 17 août 1968     |